# Корн
Корн (на английски: Korn, стилизирано като KoЯn) е американска ню метъл група.
Първия демо албум на Корн, Neidermayer's Mind, излиза през 1993 г. По-късно групата издава едноименния си дебютен албум Korn (1994), последван от Life Is Peachy (1996). Групата добива популярност с албумите Follow the Leader (1998) и Issues (1999), които дебютират на 1-во място в Билборд 200. Успехът продължава с Untouchables (2002) и Take a Look in the Mirror (2003).
Към 2012 г. Корн са продали около 35 млн. копия по целия свят. 12 албума са в топ 10 на Билборд 200, от които 8 в топ 5. Осем албума са платинени или мултиплатинени, а един е златен. Корн има 7 видео албума и 39 видеоклипа. Групата има 41 сингли, 28, от които са в класациите. Имат 2 награди грами и 2 пъти печелят Награда за музикален клип на Ем Ти Ви от единадесет номинации.

## История

### Формиране (1989 – 1993)
Основана е в Бейкърсфийлд, Калифорния. Формирана е от трима бивши членове на група L.A.P.D. (Love And Peace Dude, на български: Любов и мир, пич или Los Angeles Police Department, на български: Полицейско управление на Лос Анджелис), като тази група се състои от всичките пет днешни музиканта с изключение на вокалиста Джонатан Дейвис. По-късно сменя името си на Creep. Когато Дейвис се присъединява към групата през 1993, името на група се променя на Корн.

### Korn и Life Is Peachy (1994 – 1997)
Дебютният им албум е „Korn“, който излиза през октомври 1994 г. Музиката на Корн е началото на новата вълна в метъл музиката – неометъл или ню метъл през 90-те и началото на 21 век. Те извършват музикална революция и въвеждат свиренето на 7-струнни китари, което не е било използвано от никоя друга група дотогава. Помагат на групи като Limp Bizkit и Deftones да станат известни.
Уникалното звучене на гласа на Дейвис, песните характерни със злоба, мрачни, налудничави и нямащи смисъл от пръв поглед текстове вдъхновени отчасти от насилието, което е било упражнявано върху него в детството му. Музиката, която Корн свирят, е смесица от ритъм елементи от студен гангстерски хип-хоп, шотландска гайда и уникалния глас на Джонатан Дейвис в комбинация с ниски режещи звуци от 7-струнните китари на Браян Уелч и Мънки, както и на прекрасните умения на Брайън като беквокалист Всичко това издига Корн на върха и те получават прякора – „Учителите-Корн“. Имат много съвместни изпълнения с рапърите Nas, Ice Cube, Vanilla Ice, също така със Sepultura, Limp Bizkit и Slipknot.
След успеха на първия си албум, Корн влизат в студио за записването на втория. Дотогава групата си е създала голяма фен маса и очакванията към тях са големи. Албума излиза на 15 октомври 1996 г., и въпреки малкото внимание, което му е отделено от радио и телевизия, дебютира на 3-то място в Билборд 200, и е на 1-во в Нова Зеландия. Продадени са 106 000 копия след първата седмица. Албума става 2 пъти платинен в САЩ, веднъж в Австралия и златен в Канада. Първият сингъл от него „No Place to Hide“ е номиниран за най-добро метъл изпълнение. „A.D.I.D.A.S.“ излиза като втори сингъл на 4 март 1997 г., като заема 13-о място в класацията Bubbling Under Hot 100. Третия „Good God“ излиза на 14 юли 1997 г. Корн придобива още популярност като втори хедлайнер на фестивала Lollapalooza заедно с Tool.

### Follow the Leader и пробив на голямата сцена (1998 – 1999)
По времето на третия си албум, Корн продуцира свое онлайн телевизионно шоу, KornTV, което документира работата по албума. Също така този проект дава шанс на феновете на групата да се обаждат и да задават въпроси. На 18 август 1998 г. излиза Follow the Leader. В него имат участия гост музиканти като Ice Cube, Тре Хардсън и Фред Дърст от Limp Bizkit. Групата подема инициатива за кампания като политическите в подкрепа на албума си. Провеждат се срещи с фенове на специални фен конференции, които се организират на всяко участие. Албума е успешен като заема 1-во място в Билборд 200 и са продадени около 268 000 копия. „Got the Life“ и „Freak on a Leash“ се превръщат в най-известните песни на Корн. Групата вече е на голямата сцена, а двата сингъла се въртят постоянно по MTV. „Freak on a Leash“ печели грами за най-добро видео и номинация за най-добро хардрок изпълнение. Видеото има девет MTV номинации за видео на годината, най-добро рок видео, най-добра продукция, най-добри специални ефекти, най-добра анимация и т.н. Follow the Leader е определен от членовете на Корн за най-комерсиално успешния им албум със своите 10 млн. продажби.

### Issues (1999 – 2001)
Четвъртия албум на Корн, Issues, продуциран от Брендън О'Браян, излиза на 16 ноември 1999 г. Дебютира на 1-во място в Билборд 200, като са продадени повече от 573 000 копия. По-рано същата година групата участва в епизод от Саут Парк, наречен „Korn's Groovy Pirate Ghost Mystery“. Там е премиерата на първия сингъл от албума Issues, „Falling Away from Me“. Втория сингъл „Make Me Bad“ излиза през февруари 2000 г. и е на 14-о място в Bubbling Under Hot 100. „Somebody Someone“ също последва успеха на първите два. Issues е определян от някои критици като хип-хоп повлиян и по-близък до алтърнатив метъла, от колкото до ню метъла. Сертифициран е 3 пъти платинен.

### Untouchables (2002 – 2003)
На 11 юни 2002 г. излиза Untouchables. Забелязва се спад в продажбите, като те са 434 000. Бандата отдава това на интернет пиратството, понеже необработена версия на албума изтича в интернет пространството три месеца преди официалния релийз. Излизането на албума е предшествано от шоу в Hammerstein Ballroom в Ню Йорк. Албума съдържа експериментални стилове, които до този момент са неизползвани от групата. „Here to Stay“ печели на Корн награда грами за най-добро метъл изпълнение. Песента е на 72-ро място в Billboard Hot 100.

### Take a Look in the Mirror и оттеглянето на Брайън Уелч (2003 – 2005)
Take a Look in the Mirror излиза на 21 ноември 2003 г., 4 дни по-рано от предвиденото, поради това, че и той изтича в интернет. През първата седмица са продадени 179 000 копия. Това е първи албум продуциран изцяло единствено от Корн. Групата обяснява това с мотива, че феновете искат да чуят музиката точно така, както те я искат. Албума показва стилове и теми от предишните албуми. Джонатан Дейвис казва: „Целия албум е за любовта и омразата. Предишните, мисля три албума идваха от болката“. Сингъла „Did My Time“ излиза на 22 юли 2003 г. Компилационният албум „Greatest Hits Vol. 1“ е издаден през 2004 г., обхваща едно десетилетие на сингли и сключване на договор на групата за запис с Immortal Records и Epic Records.
Китаристът и беквокалист Брайън Уелч – Хед напуска групата на 24 февруари 2005 г., като изтъква религиозни и морални мотиви за своето решение. Уелч става доста религиозен, дори се покръства в река Йордан.

### See You on the Other Side и напускане на Дейвид Силверия (2005 – 2007)
През 2005 г. Корн подписват с Virgin Records. Като част от сделката, Virgin плащат на Корн 25 млн. долара за правата над следващите им два албума, турнета и мърчендайз. Virgin също получават 30% от лицензите на групата, приходи от билети, както и други приходи. Първия албум на Корн с тях, See You on the Other Side излиза на 6 декември 2005 г. Продадени са 221 000 копия.
Той се задържа в първата половина на Билборд 200 за 34 седмици. See You on the Other Side е сертифициран като платинен в САЩ, а до средата на 2007 г. са продадени 2.2 млн. копия по целия свят. На 13 януари 2006 г. е обявено турнето See You on the Other Side Tour, с поддържащи групи 10 Years и Mudvayne. Като то ще започва от родния им Бейкърсфийлд, като кмета на града казва, че това ще бъде деня на Корн, 24 февруари.
По време на турнето в Европа, Джонатан Дейвис заболява от тромбоцитопенична пурпура, като той е приет в болница и не може да вземе участие на Download Festival. Въпреки това, групата продължава участията си с гост вокалисти като Кори Тейлър от Slipknot и Stone Sour. Корн преустановява останалите си предвидени участия до края на 2006 г. в Европа, включително Hellfest Summer Open Air. В началото на декември 2006 г. Дейвид Силверия си „взима почивка“ от Корн. Тогава Корн участват на Таймс Скуеър на 9 декември 2006 г., което е излъчено на MTV.com на 23 февруари 2007 г. Корн изпълняват 14 акустични песни заедно с Ейми Лий от Evanescence.

### Неозаглавен албум и Korn III: Remember Who You Are (2007 – 2011)
Неозаглавеният албум на Корн излиза на 31 юли 2007 г., сертифициран като златен, дебютира на 2-ро място в Билборд 200 със своите 123 000 продадени копия в първата седмица. Включва кийбордиста Зак Байрд и временните барабанисти Тери Бозио и Брукс Уокермън. Джоуи Джордисън от Slipknot взима участие в няколко концерта на Корн. „Evolution“ и „Hold On“ са първите сингли от албума. „Kiss“ излиза в лимитирано издание през април 2008 г. През октомври 2008 г. Корн правят песен за Ubisoft и играта Haze. which was released on April 22, 2008. На 12 май 2008 г. Корн издават концертно DVD Live at Montreux 2004.
След обявяването на турнето Ballroom Blitz Tour за март 2010 г., става ясно името на новия албум – Korn III: Remember Who You Are. По-късно Корн подписват с Roadrunner Records. Водещият сингъл „Oildale (Leave Me Alone)“ е пуснат за безплатно сваляне през май 2010 г. Самия албум излиза на 13 юли 2010 г., 2-ри в класациите с 63 000 продажби в първата седмица. Корн е хедлайнер на Music as a Weapon V фестивала с Disturbed в края на 2010 г. и началото на 2011 г. Турнето включва също Sevendust и In This Moment.

### The Path of Totality (2011 – 2012)
Десетият албум на Корн, The Path of Totality, излиза на 6 декември 2011 г. и е втори и последен на групата с Roadrunner Records. „Get Up!“ е водещ сингъл от албума, той излиза през април 2011 г. Вторият „Narcissistic Cannibal“ излиза през октомври 2011 г. с музикално видео продуцирано от Александър Бълкли от ShadowMachine Films. Корн промотира The Path of Totality на турне със същото име. Групата разделя концертите си на три етапа. Те започват с песни от първите си два албума, продължават с някои от новите си песни и след това изпълняват хитовите си сингли. Албума печели наградата на Revolver Golden Gods Awards за албум на 2012 г. Корн също влиза в залата на славата на „Kerrang!“.

### The Paradigm Shift и завръщане на Брайън Уелч (2012– )
На 18 юли 2012 г., Джонатан Дейвис казва пред Billboard.com, че Корн са готови да запишат своя 11-и студиен албум. Също така той няма да има дъбстеп елементи като The Path of Totality. Китариста Джеймс Шафър заявява, че албума ще е тежък, с повече агресивни китари и вокали. През ноември 2012 г. басиста на Mudvayne, Раян Мартини временно замества Реджиналд Арвизу, който е с бременната си съпруга. През януари 2013 г. Брайън Уелч се завръща за временно участие с Корн на няколко музикални фестивала, включително Rock on the Range, Rock am Ring, Rock im Park и Download Festival. На 18 февруари 2013 г. Корн добавят снимка на състава си, като и Брайън Уелч е на нея. Това засилва слуховете, че той е завръща в групата за постоянно. В крайна сметка това е потвърдено от самия него през май, като той ще участва и в новия албум на Корн.
The Paradigm Shift излиза на 8 октомври 2013 г. Сингълът „Never Never“ излиза на 12 август 2013 г. Видеото на „Spike In My Veins“ излиза на 6 февруари 2014 г. При отбелязването на 20-годишнината на едноименния си албум, Корн изпълняват всички песни от него, преди предстоящия Prepare for Hell тур заедно със Slipknot. Групата също е в процес на подготвяне на нови песни за следващ албум, който ще излезе през 2015 г.

## Състав
| Сегашни членове - Джонатан Дейвис – вокали (1993– ) - Джеймс Шафър – китара, беквокали (1993– ) - Брайън Уелч – китара, беквокали (1993 – 2005; 2013– ) - Реджиналд Арвизу – бас (1993– ) - Рей Лузиър – барабани (2007– ) |  | Предишни членове - Дейвид Силверия – барабани (1993 – 2006) |

## Стил
Корн са повлияни от Metallica, Nirvana, Led Zeppelin, Alice in Chains, Sepultura, Faith No More, Red Hot Chili Peppers, Soundgarden, Duran Duran, Fear Factory, Cathedral, Living Color, Helmet, Rage Against the Machine, Slayer, Pink Floyd, Primus, Tool, Ministry, Mr. Bungle, Biohazard, Nine Inch Nails, Pantera, Beastie Boys, Black Sabbath, N.W.A., Anthrax и Jane's Addiction. Много от творбите им са повлияни от хип-хоп музиката, като те правят кавър версии на песните на Ice Cube „Wicked“ и „All in the Family“.
Корн са определяни като първата ню метъл група. Заедно с този стил те свирят и хевиметъл, алтърнатив метъл, алтърнатив рок, хардрок, индъстриъл метъл, груув метъл и рап метъл. Дебютния им албум смесва метъл, рок и хип-хоп.

## Критика и скандали

### Вулгарни текстове
След излизането на Follow the Leader през 1998 г., Гретхен Плевс, директор на гимназия от Мичигън заявява в интервю за местен вестник, че музиката на Корн е: „неприлична, вулгарна, нецензурна и обидна“, след като е наказала ученик на име Ерик Ван Хоен, за това, че е носил тениска на Корн. След този случай радио WKLQ предава директно как Корн раздават стотици безплатни тениски извън училището. Групата възнамерява да съди училището заради коментарите им, но след това се отказва.

### Бивши членове на групата
През септември 2009 г., китариста на Корн Джеймс Шафър, казва в интервю за Altitude TV, че групата е отказала молбата на Брайън Уелч да се завърне при тях. Уелч отрича това в своя Myspace акаунт, като посочва, че всъщност Корн са го потърсили, но той им е отказал, защото Джонатан Дейвис и Джеймс Шафър не са искали да се срещнат с него. Няколко седмици по-късно Дейвис казва за The Pulse of Radio, че Уелч не е допринесъл с нищо за първите албуми на Корн, защото е бил пристрастен към наркотиците. Уелч се появява на сцена с Корн за пръв от седем години на 5 май 2012 г., давайки да се разбере, че всичко между него и останалите е наред. Той се завръща официално в Корн година по-късно.

## Дискография

### Албуми
- „Korn“ (1994) #72 US
- „Life Is Peachy“ (1996) #3 US, #32 UK
- „Follow the Leader“ (1998) #1 US, #5 UK
- „Issues“ (1999) #1 US, #37 UK
- „Untouchables“ (2002) #2 US, #4 UK
- „Take a Look in the Mirror“ (2003) #9 US, #53 UK
- „See You On The Other Side“ (2005)
- „Untitled album“ (2007)
- „Korn III: Remember Who You Are" (2010)
- „The Path of Totality“ (2011)
- „The Paradigm Shift“ (2013)
- „The Serenity of Suffering“ (2016)
- "The Nothing" (2019)
- "Requiem" (2022)

### Live албуми
- „Live & Rare“ (9 май 2006)
- „MTV Unplugged: Korn“ (6 март 2007)
- „The Path of Totality Tour – Live at the Hollywood Palladium“ (4 септември 2012)

### Сборни / наживо
- „Greatest Hits, Volume 1“ (2004) #4 US, #22 UK
- „Korn Covers“ (2005)

### Сингли / Клипове

#### От „Korn“
- „Blind“ (1994) клип и сингъл
- „Shoots & Ladders“ (1995) клип и сингъл
- „Clown“ (1995) клип и сингъл
- „Need To“ (1995) само сингъл
- „Faget“ (1995) само клип

#### От „Life Is Peachy“
- „No Place To Hide“ (1996) #26 UK
- „A.D.I.D.A.S.“ (1997) клип и сингъл #22 UK
- „Good God“ (1997) сингъл #25 UK

#### От „Follow The Leader“
- „All In The Family“ (1998) само сингъл
- „Got The Life“ (1998) #23 UK
- „Freak on a Leash“ (1999) #24 UK
- „Children Of The Korn“ (1999) само сингъл
- „B.B.K.“ (1999) само мексикански сингъл

#### От „Issues“
- „Falling Away From Me“ (2000) #99 US, #24 UK
- „Make Me Bad“ (2000) #25 UK
- „Somebody Someone“ (2000)

#### От „Untouchables“
- „Here To Stay“ (2002) #72 US, #12 UK
- „Thoughtless“ (2002) #37 UK
- „Alone I Break“ (2002)

#### От „Take A Look In The Mirror“
- „Did My Time“ (2003) #38 US, #15 UK
- „Right Now“ (2003)
- „Y'all Want a Single“ (2004)
- „Everything I've Known“ (2004) само клип

#### От „Greatest Hits, Volume 1“
- „Word Up“ (2004)
- „Another Brick in the Wall“ (2004)

#### От „Untitled album“
- „Evolution“ (2007)
- „Hold On“ (2008)
- „Kiss“ (2008)
- „Haze“ (2008)

#### От „Korn III: Remember Who You Are“
- „Oildale (Leave Me Alone)“ (2010)
- „Let the Guilt Go“ (2010)

#### От „The Path of Totality“
- „Get Up!“ (2011)
- „Narcissistic Cannibal“ (2011)
- „Way Too Far“ (2011)
- „Chaos Lives in Everything“ (2011)

#### От „The Paradigm Shift“
- „Never Never“ (2013)
- „Love & Meth“ (2013)
- „Spike in My Veins“ (2014)
- „Hater“ (2014)

### Филмова музика
- „Знам какво направи миналото лято“ – „Proud“
- „Гарванът: Град на мъртвите“ – „Sean Olsen“
- „Краят на дните“ – „The Camel Song“
- „Споон“ – „Kick the P.A.“, заедно с Dust Brothers
- „Тумб Рейдър: Люлката на живота“ – „Did My Time“
- „Кралицата на прокълнатите“ – Музиката и текстът на песните са написани и изпълнени във филма от Джонатан Дейвис. В албума с филмовата музика към филма песните се изпълняват от различни музиканти.
- „Трите хикса: Следващото ниво“ – „Fight The Power“ – Първоначално записана от рапъра Public Enemy. В песента участва рапърът Xzibit и е продуцирана от рапъра Lil Jon.
- „Страната на чудесата“ – „Love on the Rocks“, кавър на Neil Diamond
- „Черно и бяло“ – „Year 2000 (Remix)“, песен на Xzibit, като в ремикса вокалите се изпълняват от Jon.

## Корн в България
- 8 септември 2005 – София
- 5 август 2012 – Бургас
- 25 юли 2024 - Пловдив